# Félix Chemla Lamèch
Félix Chemla Lamèch (* 1894; † 1962) war ein französischer Meteorologe und Selenograph.
Er veröffentlichte mehrere Karten des Mondes und in den 1920er und 1930er Jahren mehrere Beiträge in der Zeitschrift Ciel et Terre.
Der Mondkrater Lamèch ist nach ihm benannt.

## Schriften
- La Nébuleuse M. 42. Orionis (Korfu 1925)
- Étude monographique des plus grandes formations lunaires (Toulouse 1934)
- Carte topographique de la lune : sur 615 millimètres de diamètre, divisée en 9 planches (Toulouse 1934)
- Carte générale de la lune (Paris 1947, 19572)